# Jacques Mignot
Pour les articles homonymes, voir Mignot.
Ne doit pas être confondu avec Jacques Mignaux.
Jacques Mignot est un pâtissier-traiteur français. 

## biographie
Il vivait à Paris dans la deuxième moitié du XVIIe siècle, était maître-queux de la maison du roi, écuyer de la bouche de la reine et, en même temps, pâtissier-traiteur rue de la Harpe, lorsqu’en 1665 Boileau, dans sa troisième satire, intitulée le Repas ridicule, écrivit à son sujet ces vers satiriques et plaisants :
« Ma foi, vive Mignot et tout ce qu’il apprête !

— Les cheveux cependant m’en dressaient sur la tête,

Car Mignot, c’est tout dire et, dans le monde entier,

Jamais empoisonneur ne sut mieux son métier ! »
Croyant son honneur d’artiste culinaire odieusement atteint, Mignot porta plainte en diffamation contre Despréaux, mais ni le lieutenant criminel ni le procureur du roi ne voulurent poursuivre le poète pour ce qu’ils considéraient comme une plaisanterie. 
C’est alors que Mignot, pour se venger, eut l’idée de faire imprimer à ses frais une pièce de Cottin contre Boileau, pièce intitulée Critique désintéressée sur les satires du temps, et de s’en servir comme d’enveloppe pour ses biscuits, qui jouissaient d’une réputation méritée. On raconte que Boileau se divertissait fort de cette vengeance et qu’il envoyait souvent acheter des biscuits de Mignot. 
« Par la suite, dit M. Victor Fournel, Mignot s’apaisa lorsqu’il vit que les vers de Boileau, loin de l’avoir décrié, comme il le craignait, n’avaient fait que répandre de plus en plus son nom et lui attirer une vogue incroyable. Il ne tarda pas à s’enrichir, et il avouait volontiers qu’il devait sa fortune à Boileau. »